# Proktitida
Proktitida je zánět sliznice konečníku.

## Příčiny
Příčiny proktitidy nejsou známy. Je klasifikována jako zánětlivé střevní onemocnění (stejně jako Crohnova choroba nebo ulcerózní kolitida). Může také nastat nezávisle (idiopatická proktitida). Vzácněji pak jako poškození radiací (například při radiační terapii karcinomu děložního hrdla nebo karcinomu prostaty) nebo v důsledku sexuálně přenosné infekce, jako je lymfogranuloma venereum a HSV. Proktitida je také spojována se stresem a nedávné studie naznačují, že může být důsledkem alergie na lepek.

## Symptomy
Běžnými příznaky je neustálé nutkání k vyprazdňování stolice (defekaci), pocit plného konečníku a zácpa. Dalšími jsou přecitlivělost a podrážděnost konečníku a řitní oblasti. Mezi závažné symptomy patří hnis a krev ve stolici, spojené s křečemi a bolestmi při pohybu střev. V případě závažného krvácení může nastat anémie, čímž se symptomy rozšiřují o bledou pokožku, podrážděnost, slabost, závratě, křehké nehty a dušnost.

### Sexuálně přenesená proktitida
Kapavka (Gonococcal proctitis)
Nejčastější příčina. Významně spoje s análním sexem. Symptomy zahrnují bolest, svědění, krvavý nebo hnisavý výtok z konečníku, případně průjem. Z dalších rektálních problémů mohou být přítomny anální bradavice, anální trhliny, píštěle a hemoroidy.
Chlamydie (chlamydia proctitis)
Způsobuje zhruba 20 % případů. Dotyční nemusejí vykazovat žádné příznaky, či jejich příznaky mohou být mírné nebo závažné. Mírné symptomy zahrnují rektální bolest při peristaltice, anální výtok a křeče. U závažných případů mohou mít dotyční anální výtok obsahující krev nebo hnis, vážné rektální bolesti a průjem.
Herpes simplex virus (herpes proctitis)
Symptomy mohou zahrnovat puchýřky, které po protržení tvoří vředy, tenesmus, rektální bolest, výtok a hematochezii. Nemoc se může projevovat střídavě obdobími zhoršení a remisí, avšak u pacientů s imunodeficientními chorobami bývá obvykle delší a vážnější. Průběh může dále u pacientů upoutaných na lůžko zahrnovat dermatitidu či dekubitální vředy. Přítomna může být i sekundární bakteriální infekce.
Syfilis (syphilitic proctitis)
Symptomy jsou podobné jako u jiných typů infekčních proktitid; rektální bolest, výtok a křeče během peristaltiky. Někteří pacienti však mohou být asymptomatičtí (bez příznaků). Syfilis se vyskytuje ve třech stádiích (viz syfilis).